# Santa María Magdalena Cahuacán
Santa María Magdalena Cahuacán, eller bara Cahuacán, är en ort i Mexiko, tillhörande kommunen Nicolás Romero i delstaten Mexiko. Santa María Magdalena Cahuacán ligger i den centrala delen av landet och tillhör Mexico Citys storstadsområde. Orten hade 5 279 invånare vid folkmätningen 2010.